# Batillus-Klasse

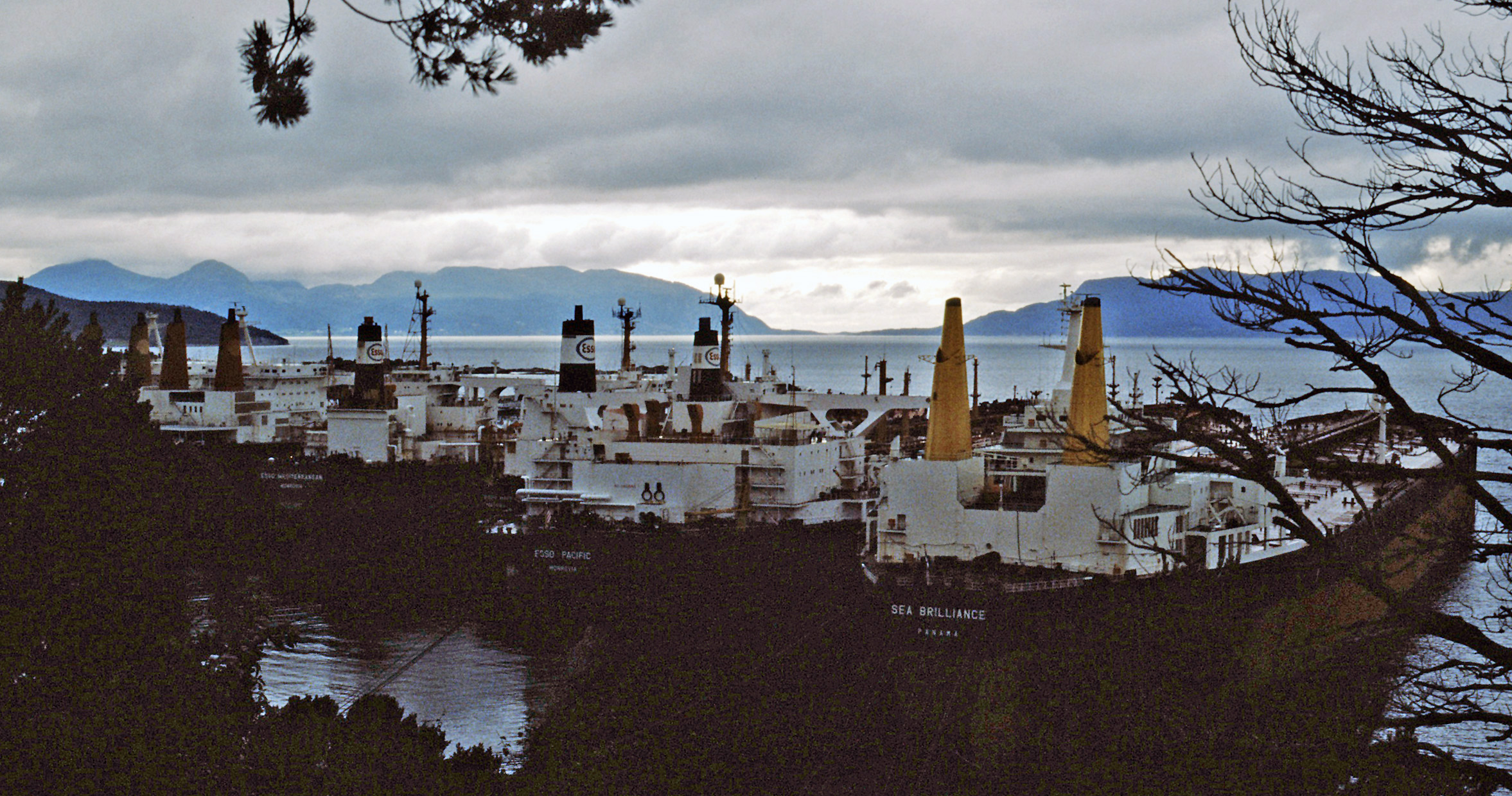
Sea Brilliance ex Prairial (rechts) 1986 mit anderen Tankern in Norwegen aufgelegt

Die Batillus-Klasse war eine Baureihe von vier baugleichen ULCC-Tankern. Die Schiffe wurden in den Jahren 1976 bis 1979 beim französischen Schiffbauunternehmen Chantiers de l’Atlantique gebaut und waren seinerzeit die größten Schiffe der Welt.

## Geschichte
Der wirtschaftliche Hintergrund zur Konstruktion größter Tankschiffe war die von 1967 bis 1975 andauernde Sperrung des Sueskanals. Während dieser Jahre war die Schifffahrt gezwungen, auf den Routen vom Persischen Golf nach Europa oder den Vereinigten Staaten einen Umweg um das Kap der Guten Hoffnung in Südafrika zu fahren. Das führte zu einem beispiellosen Größenwachstum im Tankerbau. Nachdem die französische Tankreederei Societe Maritime Shell ausgerechnet hatte, dass Investition und Betriebskosten von zwei sehr großen Schiffen vorteilhafter werden würden als der vier ursprünglich angedachten kleineren Tanker, wurden bei der Bauwerft am 6. April 1971 die beiden ersten Schiffe der Batillus-Klasse, die Batillus und Bellamya bestellt. Im Januar 1975 begann die Werft mit dem Schneiden der ersten Stahlteile für die Batillus. Das Ausdocken der Batillus fand im Mai 1976 statt und am 25. des Folgemonats lieferte die Werft das Typschiff der Serie an die Auftraggeber. Die Bellamya folgte etwa ein halbes Jahr danach.

## Die Schiffe
| Batillus          | Chantiers de l’Atlantique / V25 | August 1975     | Mai 1976           | 25. Juni 1976    | Societé Maritime Shell            | Ab 28. Dezember 1985 in Kaoshiung abgebrochen                                     |
| Bellamya          | Chantiers de l’Atlantique / X25 | ?               | 29. März 1976      | Dezember 1976    | Societé Maritime Shell            | Ab 6. Januar 1986 in Ulsan abgebrochen                                            |
| Pierre Guillaumat | Chantiers de l’Atlantique / D26 | 16. August 1977 | ?                  | 1977             | Compagnie Nationale de Navigation | Ulsan Master, ab 10.1983 in Ulsan abgebrochen                                     |
| Prairial          | Chantiers de l’Atlantique / H26 | ?               | 21. September 1979 | 1. Dezember 1979 | Compagnie Nationale de Navigation | Sea Brilliance, Hellas Fos, Sea Giant, ab 6. September 2003 in Gadani abgebrochen |